# Alina Tumilovich
Alina Tumilovich est une gymnaste rythmique biélorusse née le 21 avril 1990 à Minsk (RSS de Biélorussie).

## Biographie
Alina Tumilovich remporte la médaille de bronze lors du concours par équipes des Jeux olympiques d'été de 2008 à Pékin avec Anastasia Ivankova, Ksenia Sankovich, Glafira Martinovich, Zinaida Lunina et Olesya Babushkina.
Quatre ans plus tard, elle est médaillée d'argent olympique du concours des ensembles à Londres, avec ses coéquipières Maryna Hancharova, Nataliya Leshchyk, Aliaksandra Narkevich, Ksenia Sankovich et Anastasia Ivankova.